# Vuelta a España 2014
La Vuelta a España 2014 è stata la sessantanovesima edizione della corsa e valida come ventiduesima prova dell'UCI World Tour 2014, si è svolta in ventuno tappe dal 23 agosto al 14 settembre 2014, per un percorso di 3 181,5 km. Per la prima volta dal 1993 non si è conclusa a Madrid, ma come 21 anni prima a Santiago di Compostela. Ha trionfato Alberto Contador in forza al team Tinkoff-Saxo.

## Tappe
| Tappa  | Data         | Percorso                                                              | km      | Vincitore di tappa   | Leader cl. generale  |
| ------ | ------------ | --------------------------------------------------------------------- | ------- | -------------------- | -------------------- |
| 1ª     | 23 agosto    | Jerez de la Frontera > Jerez de la Frontera (cron. a squadre)         | 12,6    | Movistar Team        | Jonathan Castroviejo |
| 2ª     | 24 agosto    | Algeciras > San Fernando                                              | 174,4   | Nacer Bouhanni       | Alejandro Valverde   |
| 3ª     | 25 agosto    | Cadice > Arcos de la Frontera                                         | 198     | Michael Matthews     | Michael Matthews     |
| 4ª     | 26 agosto    | Mairena del Alcor > Cordova                                           | 164     | John Degenkolb       | Michael Matthews     |
| 5ª     | 27 agosto    | Priego de Córdoba > Ronda                                             | 180     | John Degenkolb       | Michael Matthews     |
| 6ª     | 28 agosto    | Benalmádena > La Zubia                                                | 167     | Alejandro Valverde   | Alejandro Valverde   |
| 7ª     | 29 agosto    | Alhendín > Alcaudete                                                  | 169     | Alessandro De Marchi | Alejandro Valverde   |
| 8ª     | 30 agosto    | Baeza > Albacete                                                      | 207     | Nacer Bouhanni       | Alejandro Valverde   |
| 9ª     | 31 agosto    | Carboneras de Guadazaón > Aramón Valdelinares                         | 185     | Winner Anacona       | Nairo Quintana       |
|        | 1º settembre | giorno di riposo                                                      |         |                      |                      |
| 10ª    | 2 settembre  | Real Monasterio de Santa María de Veruela > Borja (cron. individuale) | 36,7    | Tony Martin          | Alberto Contador     |
| 11ª    | 3 settembre  | Pamplona > Santuario de San Miguel de Aralar                          | 153     | Fabio Aru            | Alberto Contador     |
| 12ª    | 4 settembre  | Logroño > Logroño                                                     | 166     | John Degenkolb       | Alberto Contador     |
| 13ª    | 5 settembre  | Belorado > Obregón/Parque de Cabárceno                                | 188     | Daniel Navarro       | Alberto Contador     |
| 14ª    | 6 settembre  | Santander > La Camperona/Valle de Sabero                              | 200     | Ryder Hesjedal       | Alberto Contador     |
| 15ª    | 7 settembre  | Oviedo > Lagos de Covadonga                                           | 152     | Przemysław Niemiec   | Alberto Contador     |
| 16ª    | 8 settembre  | San Martín del Rey Aurelio > La Farrapona/Lagos de Somiedo            | 160     | Alberto Contador     | Alberto Contador     |
|        | 9 settembre  | giorno di riposo                                                      |         |                      |                      |
| 17ª    | 10 settembre | Ortigueira > La Coruña                                                | 190     | John Degenkolb       | Alberto Contador     |
| 18ª    | 11 settembre | A Estrada > Monte Castrove/Meis                                       | 157     | Fabio Aru            | Alberto Contador     |
| 19ª    | 12 settembre | Salvaterra de Miño > Cangas do Morrazo                                | 180     | Adam Hansen          | Alberto Contador     |
| 20ª    | 13 settembre | Santo Estevo de Ribas de Sil > Puerto de Ancares                      | 185     | Alberto Contador     | Alberto Contador     |
| 21ª    | 14 settembre | Santiago di Compostela > Santiago di Compostela (cron. individuale)   | 9,7     | Adriano Malori       | Alberto Contador     |
| Totale | Totale       | Totale                                                                | 3 234,4 |                      |                      |

## Squadre e corridori partecipanti
Alla Vuelta a España 2014 sono state invitate 22 squadre: le diciotto iscritte all'UCI World Tour, più quattro formazioni con licenza Professional Continental (la spagnola Caja Rural-Seguros RGA, la francese Cofidis, Solutions Credits, la svizzera IAM Cycling e la sudafricana MTN-Qhubeka). In particolare la presenza di quest'ultima squadra rappresenta la prima partecipazione della storia di un team africano a un Grande Giro.
| N.      | Cod. | Squadra                    |
| ------- | ---- | -------------------------- |
| 1-9     | LAM  | Lampre-Merida              |
| 11-19   | ALM  | AG2R La Mondiale           |
| 21-29   | AST  | Astana Pro Team            |
| 31-39   | BEL  | Belkin Pro Cycling Team    |
| 41-49   | BMC  | BMC Racing Team            |
| 51-59   | CJR  | Caja Rural-Seguros RGA     |
| 61-69   | CAN  | Cannondale Pro Cycling     |
| 71-79   | COF  | Cofidis, Solutions Credits |
| 81-89   | EUC  | Team Europcar              |
| 91-99   | FDJ  | FDJ.fr                     |
| 101-109 | GRS  | Garmin-Sharp               |

| N.      | Cod. | Squadra                |
| ------- | ---- | ---------------------- |
| 111-119 | GIA  | Team Giant-Shimano     |
| 121-129 | IAM  | IAM Cycling            |
| 131-139 | KAT  | Team Katusha           |
| 141-149 | LTB  | Lotto-Belisol Team     |
| 151-159 | MOV  | Movistar Team          |
| 161-169 | MTN  | MTN-Qhubeka            |
| 171-179 | OPQ  | Omega Pharma-Quickstep |
| 181-189 | OGE  | Orica-GreenEDGE        |
| 191-199 | SKY  | Team Sky               |
| 201-209 | TCS  | Tinkoff-Saxo           |
| 211-219 | TFR  | Trek Factory Racing    |

## Dettaglio delle tappe

### 1ª tappa
- 23 agosto: Jerez de la Frontera > Jerez de la Frontera – Cronometro a squadre – 12,6 km

Risultati
| Pos. | Squadra                | Tempo  |
| ---- | ---------------------- | ------ |
| 1    | Movistar Team          | 14'13" |
| 2    | Cannondale Pro Cycling | a 6"   |
| 3    | Orica-GreenEDGE        | s.t.   |

| Pos. | Corridore            | Squadra  | Tempo  |
| ---- | -------------------- | -------- | ------ |
| 1    | Jonathan Castroviejo | Movistar | 14'13" |
| 2    | Alejandro Valverde   | Movistar | s.t.   |
| 3    | Andrey Amador        | Movistar | s.t.   |

Descrizione
La prima frazione, una cronometro a squadre, a Jerez de la Frontera di 12,6 km vede il successo della Movistar davanti alla Cannondale. A tagliare per primo il traguardo è Castrovejo che conquista così la prima 'maglia roja' precedendo i compagni di squadra Valverde e Quintana che sono tra i favoriti per il successo finale. Il Team Sky dell'altro favorito Froome accusa un ritardo di 27".

### 2ª tappa
- 24 agosto: Algeciras > San Fernando – 174,4 km

Risultati
| Pos. | Corridore       | Squadra | Tempo    |
| ---- | --------------- | ------- | -------- |
| 1    | Nacer Bouhanni  | FDJ     | 4h01'30" |
| 2    | John Degenkolb  | Giant   | s.t.     |
| 3    | Roberto Ferrari | Lampre  | s.t.     |

| Pos. | Corridore          | Squadra  | Tempo    |
| ---- | ------------------ | -------- | -------- |
| 1    | Alejandro Valverde | Movistar | 4h15'43" |
| 2    | Nairo Quintana     | Movistar | s.t.     |
| 3    | Andrey Amador      | Movistar | s.t.     |

Descrizione
La seconda tappa con arrivo a San Fernando è dedicata agli 'sprinter'. A vincere è il francese Bouhanni che brucia allo sprint il tedesco John Degenkolb. Cambia padrone la maglia rossa che viene conquistata da Valverde.

### 3ª tappa
- 25 agosto: Cadice > Arcos de la Frontera – 188 km

Risultati
| Pos. | Corridore         | Squadra | Tempo    |
| ---- | ----------------- | ------- | -------- |
| 1    | Michael Matthews  | Orica   | 5h12'14" |
| 2    | Daniel Martin     | Garmin  | s.t.     |
| 3    | Joaquim Rodríguez | Katusha | s.t.     |

| Pos. | Corridore          | Squadra  | Tempo    |
| ---- | ------------------ | -------- | -------- |
| 1    | Michael Matthews   | Orica    | 9h27'53" |
| 2    | Nairo Quintana     | Movistar | a 4"     |
| 3    | Alejandro Valverde | Movistar | a 11"    |

Descrizione
La partenza della tappa avviene dal ponte della nave d'assalto anfibio Juan Carlos I ancorata al porto di Cadice, mentre la frazione presenta quattro gran premi della montagna non particolarmente selettivi. La vittoria è andata all'australiano Michael Matthews che ha beffato allo sprint di Arcos de la Frontera l'irlandese Daniel Martin e lo spagnolo Joaquim Rodríguez. Grazie agli abbuoni l'australiano ha conquistato la maglia roja strappandola a Valverde. L'australiano, così, dopo aver indossato la maglia rosa al Giro quest'anno, è riuscito a indossare il simbolo del primato anche nella corsa iberica.

### 4ª tappa
- 26 agosto: Mairena del Alcor > Cordova – 172,6 km

Risultati
| Pos. | Corridore        | Squadra | Tempo    |
| ---- | ---------------- | ------- | -------- |
| 1    | John Degenkolb   | Giant   | 4h02'55" |
| 2    | Vicente Reynés   | IAM     | s.t.     |
| 3    | Michael Matthews | Orica   | s.t.     |

| Pos. | Corridore          | Squadra  | Tempo     |
| ---- | ------------------ | -------- | --------- |
| 1    | Michael Matthews   | Orica    | 13h30'44" |
| 2    | Nairo Quintana     | Movistar | a 8"      |
| 3    | Alejandro Valverde | Movistar | a 15"     |

Descrizione
Tappa ancora adatta ai velocisti con arrivo a Cordova. Degenkolb ha preceduto allo sprint un folto gruppo di corridori tra cui lo spagnolo Vicente Reynés e la maglia rossa Matthews..

### 5ª tappa
- 27 agosto: Priego de Córdoba > Ronda – 182,3 km

Risultati
| Pos. | Corridore      | Squadra | Tempo    |
| ---- | -------------- | ------- | -------- |
| 1    | John Degenkolb | Giant   | 4h41'47" |
| 2    | Nacer Bouhanni | FDJ     | s.t.     |
| 3    | Moreno Hofland | Belkin  | s.t.     |

| Pos. | Corridore          | Squadra  | Tempo     |
| ---- | ------------------ | -------- | --------- |
| 1    | Michael Matthews   | Orica    | 18h12'31" |
| 2    | Nairo Quintana     | Movistar | a 13"     |
| 3    | Alejandro Valverde | Movistar | a 20"     |

Descrizione
Altra frazione adatta ai velocisti con arrivo a Ronda. Il tedesco John Degenkolb ha concesso il bis precedendo allo sprint il francese Bouhanni. Il tedesco ha anche conquistato la maglia verde del leader della classifica a punti. In classifica generale non cambia nulla con l'australiano Michael Matthews davanti ai favoriti - per la vittoria finale - Quintana e Valverde.

### 6ª tappa
- 28 agosto: Benalmádena > La Zubia – 157,7 km

Risultati
| Pos. | Corridore          | Squadra      | Tempo    |
| ---- | ------------------ | ------------ | -------- |
| 1    | Alejandro Valverde | Movistar     | 4h35'27" |
| 2    | Chris Froome       | Sky          | s.t.     |
| 3    | Alberto Contador   | Tinkoff-Saxo | s.t.     |

| Pos. | Corridore          | Squadra      | Tempo     |
| ---- | ------------------ | ------------ | --------- |
| 1    | Alejandro Valverde | Movistar     | 22h48'08" |
| 2    | Nairo Quintana     | Movistar     | a 15"     |
| 3    | Alberto Contador   | Tinkoff-Saxo | a 18"     |

Descrizione
Primo arrivo in salita in questa edizione della Vuelta con traguardo a La Zubia sulla dura erta di Cumbres Verdes. Si impone con un'azione prodigiosa lo spagnolo Valverde che ha la meglio su Froome e Contador. Proprio il vincitore, nuovo leader della generale, è stato determinante per riagguantare un gruppetto di fuggitivi tra cui Joaquim Rodríguez che, alla fine, deve pagare dazio di qualche secondo così come Quintana.

### 7ª tappa
- 29 agosto: Alhendín > Alcaudete – 165,4 km

Risultati
| Pos. | Corridore            | Squadra    | Tempo    |
| ---- | -------------------- | ---------- | -------- |
| 1    | Alessandro De Marchi | Cannondale | 4h01'52" |
| 2    | Ryder Hesjedal       | Garmin     | a 1'34"  |
| 3    | Hubert Dupont        | AG2R       | a 1'35"  |

| Pos. | Corridore          | Squadra      | Tempo     |
| ---- | ------------------ | ------------ | --------- |
| 1    | Alejandro Valverde | Movistar     | 26h52'20" |
| 2    | Nairo Quintana     | Movistar     | a 15"     |
| 3    | Alberto Contador   | Tinkoff-Saxo | a 18"     |

Descrizione
Primo acuto italiano in questa edizione della Vuelta. Ad Alcaudete si è imposto Alessandro De Marchi in fuga fin dalle prime battute. Il corridore della Cannondale si è scrollato di dosso i compagni di avventura e si è involato da solo verso il successo di tappa. Ryder Hesjedal, che ha regolato lo sprint degli altri fuggitivi di giornata, è giunto a 1'34" precedendo il francese Hubert Dupont. È la seconda vittoria in carriera per il friulano, la prima in un grande giro, dopo che ci aveva provato invano al Tour. Nella classifica generale non cambia nulla. Valverde resta in rojo davanti a Nairo Quintana e Contador. Da segnalare la caduta di Chris Froome, l'ennesima in stagione, senza però alcuna conseguenza.

### 8ª tappa
- 30 agosto: Baeza > Albacete – 207,4 km

Risultati
| Pos. | Corridore        | Squadra    | Tempo    |
| ---- | ---------------- | ---------- | -------- |
| 1    | Nacer Bouhanni   | FDJ        | 4h29'00" |
| 2    | Michael Matthews | Orica      | s.t.     |
| 3    | Peter Sagan      | Cannondale | s.t.     |

| Pos. | Corridore          | Squadra      | Tempo     |
| ---- | ------------------ | ------------ | --------- |
| 1    | Alejandro Valverde | Movistar     | 31h21'20" |
| 2    | Nairo Quintana     | Movistar     | a 15"     |
| 3    | Alberto Contador   | Tinkoff-Saxo | a 18"     |

Descrizione
L'ottava tappa, con arrivo a Albacete, è l'ennesima occasione per i velocisti. Le squadre degli sprinter riescono ad evitare fughe, e così l'ottava frazione si chiude in volata. Il francese Bouhanni brucia tutti e si impone sull'australiano Michael Matthews che aveva tentato un prodigioso recupero. In classifica generale non cambia molto, nonostante ripetuti ventagli che avrebbero potuto mettere in crisi gli uomini di classifica. Alejandro Valverde resta saldamente in maglia rossa davanti al compagno di squadra Nairo Quintana e ad Alberto Contador.

### 9ª tappa
- 31 agosto: Carboneras de Guadazaón > Aramón Valdelinares – 185 km

Risultati
| Pos. | Corridore       | Squadra | Tempo    |
| ---- | --------------- | ------- | -------- |
| 1    | Winner Anacona  | Lampre  | 4h34'14" |
| 2    | Aleksej Lucenko | Astana  | a 45"    |
| 3    | Damiano Cunego  | Lampre  | a 50"    |

| Pos. | Corridore          | Squadra      | Tempo     |
| ---- | ------------------ | ------------ | --------- |
| 1    | Nairo Quintana     | Movistar     | 35h58'05" |
| 2    | Alberto Contador   | Tinkoff-Saxo | a 3"      |
| 3    | Alejandro Valverde | Movistar     | a 8"      |

Descrizione
La Vuelta arriva a Aramón Valdelinares ridente località sciistica non lontana da Valencia. A vincere è Winner Anacona che ha preceduto di 45" il kazako Lucenko ed un redivivo Cunego. Grande bagarre tra i big della generale. Il migliore è stato Contador che ha dato il via allo scatto finale del gruppone a 2 km dalla fine. Lo spagnolo ha preceduto Purito Rodriguez e Quintana e ha chiuso 12º a 2'16” dal vincitore. Il colombiano della Movistar strappa per 8" la maglia rossa al compagno di squadra Valverde, scavalcato in classifica dallo stesso Contador.

### 10ª tappa
- 2 settembre: Real Monasterio de Santa María de Veruela > Borja – 36,7 km

Risultati
| Pos. | Corridore         | Squadra | Tempo  |
| ---- | ----------------- | ------- | ------ |
| 1    | Tony Martin       | Omega   | 47'02" |
| 2    | Rigoberto Urán    | Omega   | a 15"  |
| 3    | Fabian Cancellara | Trek    | a 18"  |

| Pos. | Corridore          | Squadra      | Tempo     |
| ---- | ------------------ | ------------ | --------- |
| 1    | Alberto Contador   | Tinkoff-Saxo | 36h45'49" |
| 2    | Alejandro Valverde | Movistar     | a 27"     |
| 3    | Rigoberto Urán     | Omega        | a 59"     |

Descrizione
Tony Martin si impone nella tappa a cronometro più importante di questa edizione con arrivo a Borja. Il tedesco ha preceduto Rigoberto Urán e l'elvetico Fabian Cancellara, grande specialista delle corse contro il tempo. Purtroppo una rovinosa caduta ha compromesso la corsa di Quintana e la maglia roja è passata sulle spalle di Contador. Lo spagnolo, già vincitore di due edizioni della Vuelta, precede in classifica Valverde di 27" e proprio il colombiano Uran, autore di una splendida gara, di 59".

### 11ª tappa
- 3 settembre: Pamplona > Santuario de San Miguel de Aralar – 153,4 km

Risultati
| Pos. | Corridore          | Squadra  | Tempo    |
| ---- | ------------------ | -------- | -------- |
| 1    | Fabio Aru          | Astana   | 3h41'03" |
| 2    | Alejandro Valverde | Movistar | a 6"     |
| 3    | Joaquim Rodríguez  | Katusha  | s.t.     |

| Pos. | Corridore          | Squadra      | Tempo     |
| ---- | ------------------ | ------------ | --------- |
| 1    | Alberto Contador   | Tinkoff-Saxo | 40h26'56" |
| 2    | Alejandro Valverde | Movistar     | a 20"     |
| 3    | Rigoberto Urán     | Omega        | a 1'08"   |

Descrizione
L'impegnativo arrivo in quota al Santuario de San Miguel de Aralar vede lo straordinario trionfo di Fabio Aru. Il corridore sardo, in forza all'Astana stacca tutti i più forti e va a vincere per distacco; precedendo di 6" Valverde e Joaquim Rodríguez. Proprio i due iberici, grazie agli abbuoni, si avvicinano ad Alberto Contador in classifica generale. Da segnalare la nuova caduta e il ritiro di Nairo Quintana, il vincitore del Giro.

### 12ª tappa
- 4 settembre: Logroño > Logroño – 166 km

Risultati
| Pos. | Corridore        | Squadra | Tempo    |
| ---- | ---------------- | ------- | -------- |
| 1    | John Degenkolb   | Giant   | 4h11'18" |
| 2    | Tom Boonen       | Omega   | s.t.     |
| 3    | Jacopo Guarnieri | Astana  | s.t.     |

| Pos. | Corridore          | Squadra      | Tempo     |
| ---- | ------------------ | ------------ | --------- |
| 1    | Alberto Contador   | Tinkoff-Saxo | 44h38'14" |
| 2    | Alejandro Valverde | Movistar     | a 20"     |
| 3    | Rigoberto Urán     | Omega        | a 1'08"   |

Descrizione
La tappa con partenza ed arrivo a Logroño, in un circuito cittadino, è di nuovo ad appannaggio dei velocisti. È John Degenkolb a calare il tris. Per il velocista tedesco, che precede Tom Boonen, è la terza vittoria di tappa in questa edizione. In classifica generale nessun scossone resta tutto invariato con Contador in maglia rossa.

### 13ª tappa
- 5 settembre: Belorado > Obrégon/Parque de Cabárceno – 188 km

Risultati
| Pos. | Corridore       | Squadra | Tempo    |
| ---- | --------------- | ------- | -------- |
| 1    | Daniel Navarro  | Cofidis | 4h21'04" |
| 2    | Daniel Moreno   | Katusha | a 2"     |
| 3    | Wilco Kelderman | Belkin  | s.t.     |

| Pos. | Corridore          | Squadra      | Tempo     |
| ---- | ------------------ | ------------ | --------- |
| 1    | Alberto Contador   | Tinkoff-Saxo | 48h59'23" |
| 2    | Alejandro Valverde | Movistar     | a 20"     |
| 3    | Rigoberto Urán     | Omega        | a 1'08"   |

Descrizione
La tappa con arrivo a Obrégon/Parque de Cabárceno premia Daniel Navarro che, al termine di una lunga fuga, riesce a staccare i suoi compagni di avventura, all'ultimo chilometro, ottenendo il quarto successo in carriera. In generale invece resta tutto inalterato, Alberto Contador resta in rojo davanti al connazionale Valverde.

### 14ª tappa
- 6 settembre: Santander > La Camperona/Valle de Sabero – 200 km

Risultati
| Pos. | Corridore      | Squadra      | Tempo    |
| ---- | -------------- | ------------ | -------- |
| 1    | Ryder Hesjedal | Garmin       | 5h18'10" |
| 2    | Oliver Zaugg   | Tinkoff-Saxo | a 10"    |
| 3    | Imanol Erviti  | Movistar     | a 30"    |

| Pos. | Corridore          | Squadra      | Tempo     |
| ---- | ------------------ | ------------ | --------- |
| 1    | Alberto Contador   | Tinkoff-Saxo | 54h20'16" |
| 2    | Alejandro Valverde | Movistar     | a 42"     |
| 3    | Chris Froome       | Sky          | a 1'13"   |

Descrizione
L'impegnativa quattordicesima tappa con arrivo La Camperona/Valle de Sabero vede trionfare Ryder Hesjedal. Il canadese della Garmin-Sharp, che faceva parte di un nutrito gruppo di fuggitivi, nel finale è riuscito a distaccare i compagni di avventura ed è così tornato al successo. Ha preceduto lo svizzero Oliver Zaugg, che aveva a lungo assaporato la vittoria, bruciandolo nel finale. Tra gli uomini di classifica grande lotta con attacchi e contro-attacchi. Alla fine Chris Froome è apparso il più in forma di tutti, precedendo di 9" la maglia roja di Alberto Contador. Il Pistolero si conferma, però, al comando allungando su Valverde e Rodriguez.

### 15ª tappa
- 7 settembre: Oviedo > Lagos de Covadonga – 152 km

Risultati
| Pos. | Corridore          | Squadra  | Tempo    |
| ---- | ------------------ | -------- | -------- |
| 1    | Przemysław Niemiec | Lampre   | 4h11'09" |
| 2    | Alejandro Valverde | Movistar | a 5"     |
| 3    | Joaquim Rodríguez  | Katusha  | s.t      |

| Pos. | Corridore          | Squadra      | Tempo     |
| ---- | ------------------ | ------------ | --------- |
| 1    | Alberto Contador   | Tinkoff-Saxo | 58h31'35" |
| 2    | Alejandro Valverde | Movistar     | a 31"     |
| 3    | Chris Froome       | Sky          | a 1'20"   |

Descrizione
La tappa con arrivo a Lagos de Covadonga, seconda del terribile trittico, va al polacco Przemysław Niemiec. Il corridore della Lampre è stato l'ultimo a resistere tra il manipolo di fuggittivi che si erano dati battaglia. Contador tenta a più riprese di distanziare i suoi rivali, ma i suoi attacchi vengono ripetutamente bloccati da Valverde e Rodriguez. Addirittura i due spagnoli, nel finale, beffano la maglia rossa strappando i secondi d'abbuono ed una manciata di metri. Il corridore della Tinkoff-Saxo resta al comando ma il suo margine su Valverde si assottiglia.

### 16ª tappa
- 8 settembre: Oviedo > La Farrapona/Lagos de Somiedo – 152 km

Risultati
| Pos. | Corridore        | Squadra      | Tempo    |
| ---- | ---------------- | ------------ | -------- |
| 1    | Alberto Contador | Tinkoff-Saxo | 4h53'35" |
| 2    | Chris Froome     | Sky          | a 15"    |
| 3    | A. De Marchi     | Cannondale   | a 50"    |

| Pos. | Corridore          | Squadra      | Tempo     |
| ---- | ------------------ | ------------ | --------- |
| 1    | Alberto Contador   | Tinkoff-Saxo | 63h25'00" |
| 2    | Alejandro Valverde | Movistar     | a 1'36"   |
| 3    | Chris Froome       | Sky          | a 1'39"   |

Descrizione
La tappa con arrivo a La Farrapona/Lagos de Somiedo è l'ultima del terribile trittico. Il Team Sky fa un gran lavoro per il suo capitano Chris Froome che, infatti, scatta ai -4 km dall'arrivo. Il keniano riesce a staccare tutti gli uomini di classifica tranne Alberto Contador che resiste. La maglia roja, all'ultimo chilometro, addirittura scatta e va a conquistare la vittoria di tappa distanziando Froome di 15". Sia Valverde che Rodriguez perdono terreno rispettivamente 55" e 59", preceduti sul traguardo da De Marchi protagonista di una fuga da lontano. Mentre il sardo Aru paga 1'06" ma rafforza la sua posizione in classifica.

### 17ª tappa
- 10 settembre: Ortigueira > La Coruña – 190 km

Risultati
| Pos. | Corridore         | Squadra | Tempo    |
| ---- | ----------------- | ------- | -------- |
| 1    | John Degenkolb    | Giant   | 4h26'07" |
| 2    | Michael Matthews  | Orica   | s.t.     |
| 3    | Fabian Cancellara | Trek    | s.t.     |

| Pos. | Corridore          | Squadra      | Tempo     |
| ---- | ------------------ | ------------ | --------- |
| 1    | Alberto Contador   | Tinkoff-Saxo | 67h51'07" |
| 2    | Alejandro Valverde | Movistar     | a 1'36"   |
| 3    | Chris Froome       | Sky          | a 1'39"   |

Descrizione
John Degenkolb cala il poker e vince, in volata, la diciassettesima tappa con arrivo a La Coruña. Il tedesco sfrutta l'ultima occasione a sua disposizione e rafforza anche il primato per la maglia verde anche se dovrà fare del suo meglio per tenersi alle spalle i big. In classifica generale resta tutto invariato con Contador saldamente al comando.

### 18ª tappa
- 11 settembre: A Estrada > Monte Castrove/Meis – 157 km

Risultati
| Pos. | Corridore          | Squadra  | Tempo    |
| ---- | ------------------ | -------- | -------- |
| 1    | Fabio Aru          | Astana   | 3h47'17" |
| 2    | Chris Froome       | Sky      | a 1"     |
| 3    | Alejandro Valverde | Movistar | a 13"    |

| Pos. | Corridore          | Squadra      | Tempo     |
| ---- | ------------------ | ------------ | --------- |
| 1    | Alberto Contador   | Tinkoff-Saxo | 71h38'37" |
| 2    | Chris Froome       | Sky          | a 1'19"   |
| 3    | Alejandro Valverde | Movistar     | a 1'32"   |

Descrizione
La diciottesima tappa è l'ennesima impegnativa, di questa Vuelta, con traguardo a Monte Castrove/Meis. Fabio Aru concede il bis staccando, praticamente, tutti i big della classifica generale. Contador resta leader resistendo agli attacchi di Froome a cui paga solo qualche secondo. Valverde terzo al traguardo rosicchia qualcosa alla maglia roja, ma perde la seconda posizione a scapito del keniano della Sky.

### 19ª tappa
- 12 settembre: Salvaterra de Miño > Cangas do Morrazo – 173,5 km

Risultati
| Pos. | Corridore       | Squadra       | Tempo    |
| ---- | --------------- | ------------- | -------- |
| 1    | Adam Hansen     | Lotto-Belisol | 4h21'58" |
| 2    | John Degenkolb  | Giant         | a 5"     |
| 3    | Filippo Pozzato | Lampre        | s.t.     |

| Pos. | Corridore          | Squadra      | Tempo     |
| ---- | ------------------ | ------------ | --------- |
| 1    | Alberto Contador   | Tinkoff-Saxo | 76h00'40" |
| 2    | Chris Froome       | Sky          | a 1'19"   |
| 3    | Alejandro Valverde | Movistar     | a 1'32"   |

Descrizione
La diciannovesima tappa è l'ultima interlocutoria di questa edizione ed è quindi una grande occasione per chi cerca la fuga da lontano. La Tinkoff-Saxo cerca però di tenere compatto il plotone fin dalle prime fasi. In seguito saranno la Giant e il Sky a neutralizzare tutti i tentativi di fuga. Con uno scatto a cinque chilometri dalla conclusione è Adam Hansen ad andarsene. Il corridore della Lotto-Belisol riesce a non farsi recuperare anticipando il gruppo di 5" regolato da John Degenkolb in cerca di punti per rafforzare la maglia verde.

### 20ª tappa
- 13 settembre: Santo Estevo de Ribas de Sil > Puerto de Ancares – 152 km

Risultati
| Pos. | Corridore          | Squadra      | Tempo    |
| ---- | ------------------ | ------------ | -------- |
| 1    | Alberto Contador   | Tinkoff-Saxo | 5h11'43" |
| 2    | Chris Froome       | Sky          | a 16"    |
| 3    | Alejandro Valverde | Movistar     | a 57"    |

| Pos. | Corridore          | Squadra      | Tempo     |
| ---- | ------------------ | ------------ | --------- |
| 1    | Alberto Contador   | Tinkoff-Saxo | 81h12'13" |
| 2    | Chris Froome       | Sky          | a 1'37"   |
| 3    | Alejandro Valverde | Movistar     | a 2'35"   |

Descrizione
La penultima tappa con arrivo a Puerto de Ancares è l'ultima grande occasione per scuotere corposamente la classifica. La salita finale, inedita per la Vuelta, è decisamente impegnativa. Joaquim Rodríguez a rompe gli indugi attaccando per primo ma arriva a guadagnare soltanto qualche manciata di secondi. È così Chris Froome a provarci. Alle sue brusche accelerate resiste solo Alberto Contador che resta incollato alla sua ruota. Le ripetute azioni del corridore della Sky permettono ai due di distanziare sia lo stesso Purito che Valverde. Quando mancano poche centinaia di metri al traguardo è la maglia roja ad attaccare e staccare Froome. All'arrivo il britannico paga 16" allo spagnolo mentre Valverde arriva a 57". Con questo successo il corridore di Madrid ipoteca la sua terza Vuelta e, al netto della squalifica, il suo sesto grande giro.

### 21ª tappa
- 14 settembre: Santiago di Compostela > Santiago di Compostela - Cronometro individuale – 9,7 km

Risultati
| Pos. | Corridore      | Squadra  | Tempo  |
| ---- | -------------- | -------- | ------ |
| 1    | Adriano Malori | Movistar | 11'12" |
| 2    | Jesse Sergent  | Trek     | a 8"   |
| 3    | Rohan Dennis   | BMC      | a 9"   |

| Pos. | Corridore          | Squadra      | Tempo     |
| ---- | ------------------ | ------------ | --------- |
| 1    | Alberto Contador   | Tinkoff-Saxo | 81h25'05" |
| 2    | Chris Froome       | Sky          | a 1'10"   |
| 3    | Alejandro Valverde | Movistar     | a 1'50"   |

Descrizione
Tappa finale per questa edizione della Vuelta che non termina a Madrid come di consueto, chiudendosi con una cronometro a Santiago di Compostela. Con i ritiri degli specialisti Fabian Cancellara e Martin il pronostico è molto complicato. Ad Alejandro Valverde servirebbe una vittoria per conquistare la maglia verde della classifica a punti, ma pur essendo il primo tra i big il murciano finisce lontano dal vincitore Adriano Malori. Contador trionfa per la terza volta in carriera alla Vuelta a España e oltre alla maglia rossa della generale conquista anche quella bianca della combinata. Chris Froome chiude al secondo posto distanziato di 1'10", ma la leadership di Contador non è mai stata in discussione. Sul terzo gradino del podio c'è Valverde che non riesce a strappare la maglia verde dalle spalle dal velocista tedesco Degenkolb. La maglia a pois blu, che contraddistingue il leader tra gli scalatori, è vinta dallo spagnolo Luis León Sánchez. Da segnalare l'ennesimo piazzamento di Joaquim Rodríguez, quarto, mentre quinto, con due successi di tappa all'attivo, è Fabio Aru che, dopo il terzo posto al Giro, si dimostra corridore idoneo alle corse a tappe.

## Evoluzione delle classifiche
| Tappa              | Vincitore            | Classifica generale Maglia rossa | Classifica a punti Maglia verde | Classifica della montagna Maglia a pois | Classifica combinata Maglia bianca | Classifica a squadre | Premio combattività |
| ------------------ | -------------------- | -------------------------------- | ------------------------------- | --------------------------------------- | ---------------------------------- | -------------------- | ------------------- |
| 1ª                 | Movistar Team        | Jonathan Castroviejo             | non assegnata                   | non assegnata                           | non assegnata                      | Movistar Team        | non assegnata       |
| 2ª                 | Nacer Bouhanni       | Alejandro Valverde               | Nacer Bouhanni                  | Nathan Haas                             | Valerio Conti                      | Movistar Team        | Javier Aramendia    |
| 3ª                 | Michael Matthews     | Michael Matthews                 | Nacer Bouhanni                  | Lluís Mas                               | Lluís Mas                          | Belkin               | Lluís Mas           |
| 4ª                 | John Degenkolb       | Michael Matthews                 | Michael Matthews                | Lluís Mas                               | Valerio Conti                      | Belkin               | Amets Txurruka      |
| 5ª                 | John Degenkolb       | Michael Matthews                 | John Degenkolb                  | Lluís Mas                               | Sergio Pardilla                    | Belkin               | Pim Ligthart        |
| 6ª                 | Alejandro Valverde   | Alejandro Valverde               | John Degenkolb                  | Lluís Mas                               | Alejandro Valverde                 | Belkin               | Pim Ligthart        |
| 7ª                 | Alessandro De Marchi | Alejandro Valverde               | John Degenkolb                  | Lluís Mas                               | Alejandro Valverde                 | Belkin               | Ryder Hesjedal      |
| 8ª                 | Nacer Bouhanni       | Alejandro Valverde               | John Degenkolb                  | Lluís Mas                               | Alejandro Valverde                 | Belkin               | Javier Aramendia    |
| 9ª                 | Winner Anacona       | Nairo Quintana                   | John Degenkolb                  | Lluís Mas                               | Alejandro Valverde                 | Movistar Team        | Lluís Mas           |
| 10ª                | Tony Martin          | Alberto Contador                 | John Degenkolb                  | Lluís Mas                               | Alejandro Valverde                 | Movistar Team        | Tony Martin         |
| 11ª                | Fabio Aru            | Alberto Contador                 | John Degenkolb                  | Lluís Mas                               | Alejandro Valverde                 | Movistar Team        | Vasil' Kiryenka     |
| 12ª                | John Degenkolb       | Alberto Contador                 | John Degenkolb                  | Lluís Mas                               | Alejandro Valverde                 | Movistar Team        | Matthias Krizek     |
| 13ª                | Daniel Navarro       | Alberto Contador                 | John Degenkolb                  | Lluís Mas                               | Alejandro Valverde                 | Movistar Team        | Luis León Sánchez   |
| 14ª                | Ryder Hesjedal       | Alberto Contador                 | John Degenkolb                  | Luis León Sánchez                       | Alejandro Valverde                 | Movistar Team        | Luis León Sánchez   |
| 15ª                | Przemysław Niemiec   | Alberto Contador                 | John Degenkolb                  | Alejandro Valverde                      | Alejandro Valverde                 | Team Katusha         | Javier Aramendia    |
| 16ª                | Alberto Contador     | Alberto Contador                 | John Degenkolb                  | Luis León Sánchez                       | Alejandro Valverde                 | Team Katusha         | Luis León Sánchez   |
| 17ª                | John Degenkolb       | Alberto Contador                 | John Degenkolb                  | Luis León Sánchez                       | Alejandro Valverde                 | Team Katusha         | Bob Jungels         |
| 18ª                | Fabio Aru            | Alberto Contador                 | John Degenkolb                  | Luis León Sánchez                       | Alberto Contador                   | Team Katusha         | Luis León Sánchez   |
| 19ª                | Adam Hansen          | Alberto Contador                 | John Degenkolb                  | Luis León Sánchez                       | Alberto Contador                   | Team Katusha         | Pim Ligthart        |
| 20ª                | Alberto Contador     | Alberto Contador                 | John Degenkolb                  | Luis León Sánchez                       | Alberto Contador                   | Team Katusha         | Jérôme Coppel       |
| 21ª                | Adriano Malori       | Alberto Contador                 | John Degenkolb                  | Luis León Sánchez                       | Alberto Contador                   | Team Katusha         | Adriano Malori      |
| Classifiche finali | Classifiche finali   | Alberto Contador                 | John Degenkolb                  | Luis León Sánchez                       | Alberto Contador                   | Team Katusha         | Chris Froome        |

## Classifiche finali

### Classifica generale - Maglia rossa
| Pos. | Corridore          | Squadra      | Tempo     |
| ---- | ------------------ | ------------ | --------- |
| 1    | Alberto Contador   | Tinkoff-Saxo | 81h25'05" |
| 2    | Chris Froome       | Sky          | a 1'10"   |
| 3    | Alejandro Valverde | Movistar     | a 1'50"   |
| 4    | Joaquim Rodríguez  | Katusha      | a 3'25"   |
| 5    | Fabio Aru          | Astana       | a 4'48"   |
| 6    | Samuel Sánchez     | BMC          | a 9'30"   |
| 7    | Daniel Martin      | Garmin       | a 10'38"  |
| 8    | Warren Barguil     | Giant        | a 11'50"  |
| 9    | Damiano Caruso     | Cannondale   | a 12'50"  |
| 10   | Daniel Navarro     | Cofidis      | a 13'02"  |

### Classifica a punti - Maglia verde
| Pos. | Corridore          | Squadra      | Punti |
| ---- | ------------------ | ------------ | ----- |
| 1    | John Degenkolb     | Giant        | 169   |
| 2    | Alejandro Valverde | Movistar     | 146   |
| 3    | Alberto Contador   | Tinkoff-Saxo | 145   |
| 4    | Chris Froome       | Sky          | 139   |
| 5    | Joaquim Rodríguez  | Katusha      | 117   |

### Classifica scalatori - Maglia a pois
| Pos. | Corridore          | Squadra      | Punti |
| ---- | ------------------ | ------------ | ----- |
| 1    | Luis León Sánchez  | Caja Rural   | 58    |
| 2    | Alberto Contador   | Tinkoff-Saxo | 45    |
| 3    | Alejandro Valverde | Movistar     | 40    |
| 4    | Przemysław Niemiec | Lampre       | 33    |
| 5    | Chris Froome       | Sky          | 33    |

### Classifica combinata - Maglia bianca
| Pos. | Corridore          | Squadra      | Punti |
| ---- | ------------------ | ------------ | ----- |
| 1    | Alberto Contador   | Tinkoff-Saxo | 6     |
| 2    | Alejandro Valverde | Movistar     | 8     |
| 3    | Chris Froome       | Sky          | 11    |
| 4    | Joaquim Rodríguez  | Katusha      | 17    |
| 5    | Fabio Aru          | Astana       | 19    |

### Classifica a squadre
| Pos. | Squadra                    | Tempo      |
| ---- | -------------------------- | ---------- |
| 1    | Team Katusha               | 244h19'36" |
| 2    | Movistar Team              | a 38'54"   |
| 3    | Tinkoff-Saxo               | a 40'16"   |
| 4    | Cofidis, Solutions Crédits | a 52'33"   |
| 5    | Team Sky                   | a 1h06'31" |